# Hurricane Rosie
Hurricane Rosie ist eine deutsch-französisch-italienische Koproduktion aus dem Jahre 1979, die in Deutschland am 21. Februar 1980 ihre Erstaufführung hatte.

## Handlung
Raoul Lamarre ist ein aufstrebender Boxer. Während der Siegesfeier nach seinem jüngsten Kampf geht er auf die Wette ein, dass er eine Tür durchschlagen könne. Dies gelingt ihm zwar, er bricht sich aber dabei die Schlaghand, was das Ende seiner Boxkarriere bedeutet. Um über die Runden zu kommen, verdingt er sich als Helfer bei einer reisenden Schaustellergruppe, einer Gruppe weiblicher Wrestler. Raoul sieht dort erstmals die Wrestlerin Rosie. Es vergehen einige Monate, bis die Wrestlingshow wieder in die Stadt kommt. Diesmal verlieben sich Raoul und Rosie, sehr zum Missfallen von Mike, dem Manager der Wrestlerin; dieser ist heimlich ebenso in diese verliebt. Raoul und Rosy heiraten und Raoul wird Teil der Wrestlingshow, dessen unbestrittener Star jedoch Rosie ist. Raoul kommt nicht mit dem Erfolg seine Frau zurecht, das Paar lässt sich schließlich scheiden.
Während Rosie sich mit Mike verlobt, hat Raoul eine Beziehung mit Charlotte. Als Mike während einer der Wrestlingshows seine Hochzeit mit Rosie ankündigt, beschließt Raoul ein Comeback als Boxer zu versuchen; er hofft dadurch Rosies Respekt zurückzugewinnen. Raoul hat gegen seinen Gegner Bill allerdings keine Chance und bezieht eine krachende Niederlage. Die im Publikum anwesende Rosie stellt fest, dass sie immer noch Gefühle für Raoul hat, und verprügelt Bill. Mike erkennt nun, das Rosie noch immer in Raoul verliebt ist. Es kommt zu einem Streit, in dem sich die beiden trennen. Nachdem Rosie ihn verlassen hat, erleidet Mike einen Herzinfarkt.
Als Rosie zu Raoul zurückkehren will, sieht sie ihn jedoch mit seiner neuen Freundin Charlotte. Enttäuscht verlässt sie die Stadt. Raoul erfährt hiervon erst später; sofort macht er sich auf die Suche nach Rosie. Er findet sie schließlich als Kellnerin in einer Hafenbar, und sie fallen sich in die Arme.

## Produktion
Der in den 1960er Jahren für zwei Oscars nominierte Regisseur Mario Monicelli verfilmte die Romanvorlage von Carlo Brizzolara aus dem Jahr 1971. Gedreht wurde in an Originalschauplätzen in Frankreich und Belgien sowie in den Safa Palatino Studios in Rom. Den Filmverleih in Deutschland übernahm United Artists. An der Seite von Gérard Depardieu spielte die US-amerikanische Schauspielerin und Stuntfrau Faith Minton ihre erste und einzige Hauptrolle, sie hatte bis dahin nur wenige, kleine Rollen dargestellt.

## Kritik
„Eine Schwergewichtscatcherin wird von zwei starken Männern umworben, was nicht nur zu Turbulenzen, sondern selbstredend auch zum Happy-End führt. Ein anspruchsloser Unterhaltungsfilm, der beiläufig die Problematik tradierten Geschlechterverhaltens ironisch aufgreift. Heiter und sentimental zugleich, überwiegend gut inszeniert.“